# Challenger de Trani
El Trani Cup es un torneo profesional de tenis. Pertenece al ATP Challenger Series. Se juega desde el año 2002 sobre pistas de tierra batida, en Trani, Italia.

## Palmarés

### Individuales
| Año  | Campeón                  | Finalista           | Resultado        |
| ---- | ------------------------ | ------------------- | ---------------- |
| 2011 | Steve Darcis             | Leonardo Mayer      | 4–6, 6–3, 6–2    |
| 2010 | Jesse Huta Galung        | Filippo Volandri    | 7-6, 6-4         |
| 2009 | Daniel Köllerer          | Filippo Volandri    | 6–3, 7–5         |
| 2008 | No se disputó            | No se disputó       | No se disputó    |
| 2007 | Flavio Cipolla           | Pablo Andújar       | 4–6, 6–2, 6–4    |
| 2006 | Juan Pablo Guzmán        | Andreas Vinciguerra | 6–1, 3–6, 7–6(1) |
| 2005 | Lukáš Dlouhý             | Simone Bolelli      | 6–4, 6–4         |
| 2004 | Filippo Volandri         | Francesco Aldi      | 6–1, 6–3         |
| 2003 | Martín Vassallo Argüello | Francisco Fogues    | 6–3, 7–5         |
| 2002 | Mariano Delfino          | Jiří Vaněk          | 6–4, 7–6(6)      |

### Dobles
| Año  | Campeones                          | Finalistas                               | Resultado         |
| ---- | ---------------------------------- | ---------------------------------------- | ----------------- |
| 2011 | Jorge Aguilar Andrés Molteni       | Giulio di Meo Stefano Ianni              | 6-4, 6-4          |
| 2010 | Matteo Trevisan Thomas Fabbiano    | Daniele Bracciali Filippo Volandri       | 6-3, 7-5          |
| 2009 | Jamie Delgado Jamie Murray         | Simon Greul Alessandro Motti             | 3–6, 6–4, [12–10] |
| 2008 | No se disputó                      | No se disputó                            | No se disputó     |
| 2007 | Leonardo Azzaro Daniele Giorgini   | Fabio Colangelo Alessandro Motti         | 6–2, 7–5          |
| 2006 | Leonardo Azzaro Daniele Giorgini   | Daniel Muñoz-de la Nava Alessandro Motti | 6–4, 3–6, [10–6]  |
| 2005 | Carlos Berlocq Cristian Villagrán  | Giorgio Galimberti Irakli Labadze        | 4–6, 6–2, 6-4     |
| 2004 | Massimo Bertolini Álex López Morón | Martin Štěpánek Jan Vacek                | 2–6, 6–4, 6-3     |
| 2003 | Mariano Delfino Matías O'Neille    | Leonardo Azzaro Gergely Kisgyörgy        | 6–3, 6–3          |
| 2002 | Mariano Delfino Roberto Álvarez    | Francisco Costa Francisco Cabello        | 4–6, 6–4, 6-2     |